# Ioannis Plakiotakis

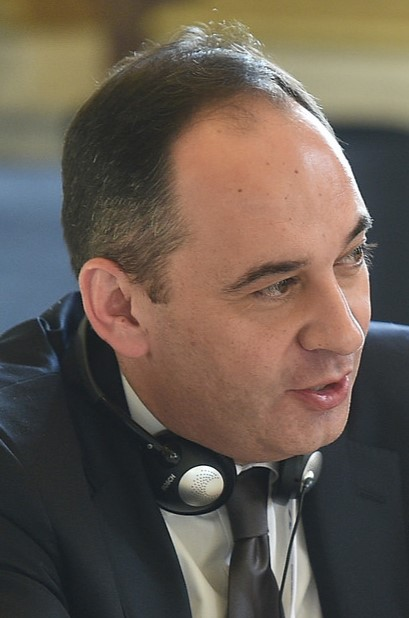
Ioannis Plakiotakis

Ioannis Plakiotakis (Griego: Ιωάννης Πλακιωτάκης; nacido el 10 de julio de 1968) es un político griego quién se desempeñó como presidente interino de Nueva Democracia, tras la renuncia de Vangelis Meimarakis. Es miembro del Parlamento helénico (MP) por Lasithi desde 2004.

## Inicios y educación
Plakiotakis nació en Atenas y estudió ingeniería bioquímica en la Universidad de Gales. Luego completó el grado de una maestría en ingeniería bioquímica en la Universidad de Londres antes de completar el grado de otra maestría en administración empresarial en la Universidad de la Ciudad de Londres.

## Carrera política
Plakiotakis es miembro de Nueva Democracia desde 1987. Fue asesor municipal por el municipio de Sitia de 1990 a 2002. Fue elegido por primera vez como miembro de Nueva Democracia en el Consejo de los Helenos por Lasithi en 2004, siendo reelegido en cada elección desde entonces.
En octubre de 2007, Plakiotakis fue nombrado como Ministro de la Defensa Nacional. En 2015, fue secretario de Nueva Democracia en el parlamento.
El 24 de noviembre de 2015, Vangelis Meimarakis nombró a Plakiotakis como vicepresidente de Nueva Democracia mientras consideraba si renunciar o no. Más tarde en ese mismo día, Meimarakis dimitió, nombrando a Plakiotakis como Presidente interino del partido hasta la conclusión de la elección de liderazgo de Nueva Democracia. Como presidente interino del partido, le correspondió asumir el cargo de líder de la oposición desde el día de su nombramiento.
En la elección de liderazgo de Nueva Democracia resultó triunfador Kyriakos Mitsotakis, quién el 11 de enero asumió el cargo de presidente del partido y el de líder de la oposición, reemplazando a Plakiotakis en ambos cargos.